# Louis Hay
Louis Hay (geb. 1926) ist ein französischer Literatur- und Editionswissenschaftler. Er ist der Gründer des Centre d’Histoire et d’Analyse des Manuscrits Modernes (CAM), später Institut des textes et manuscrits modernes (ITEM) in Paris, das er von 1968 bis 1986 leitete. Im Rahmen seiner Arbeiten wurde die critique génétique geprägt, die sich der Genese literarischer Texte (später auch anderer Medien) widmet.

## Leben
Louis Hay wurde zunächst als Spezialist für Heinrich Heine an die Sorbonne als Oberassistent berufen in dessen Rahmen er Manuskripte Heines in Israel, USA und der Schweiz erforschte, die schließlich 1967/1968 von der französischen Nationalbibliothek erworben wurden. Mit der Unterstützung von Marianne Bockelkamp erschloss er diese Handschriften am Centre national de la recherche scientifique (CNRS) mit einer kleinen Gruppe von Forschenden (Gruppe ER 170).
Aufgrund der aus sich aus diesen Arbeiten neuen Möglichkeiten für die Analyse des literarischen Schreibens, die auch andere Forschende interessierte (etwa zu: Proust, Zola, Flaubert und Valéry), wurde 1976 das Centre d’Analyse des Manuscrits (CAM) gegründet. Als Ausbildungsstätte ist das CAM an der École normale supérieure angesiedelt (in der Rue d’Ulm). Mit der Veröffentlichung des Bandes Essais de Critique Génétique (1979) wurde der Name der damals neuen Disziplin critique génétique geprägt. 1979 übergab der Schriftsteller Louis Aragon seinen literarischen Nachlass dem CNRS als Schenkung. Im selben Jahr zog das CAM in Räumlichkeiten der Nationalbibliothek (in die Rue de Richelieu) und wurde in Institut des textes et manuscrits modernes (ITEM) umgewandelt, dessen Direktor Hay bis 1985/86 war.
Hay ist Mitglied der Kommission des Institut des sciences humaines et sociales (SHS) der CNRS und hat in dieser Funktion den Bericht Les Sciences de l’Homme et de la Société en France (1982) mitverfasst. Er war Mitglied des Direktoriums des CNRS, des Nationalkomitees und Abteilungsleiter der SHS.
1993 erhielt Hay den deutsch-französischen Gay-Lussac-Humboldt-Preis.

## Publikationen
- Louis Hay (Hrsg.): Les techniques de laboratoire dans l’étude des manuscrits. Actes du colloque international (org. d. J. Glénisson, L. Hay), Paris, 13–15 septembre 1972. Centre national de la recherche scientifique, Paris 1974, ISBN 2-222-01580-4.
- Louis Hay (Hrsg.): Essais de critique génétique. Flammarion, Paris 1979.
- Louis Hay, Winfried Woesler  (Hrsg.): Die Nachlassedition / La publication de manuscrits inédits. Akten des vom Centre National de la Recherche Scientific und der Deutschen Forschungsgemeinschaft veranst. Französisch-Deutschen Editorenkolloquiums, Paris 1977 (= Jahrbuch für internationale Germanistik / Reihe A / Kongressberichte. Band 4). Lang, Bern / Frankfurt am Main / Las Vegas 1979, ISBN 978-3-261-03198-3.
- Louis Hay, Péter Nagy (Hrsg.): Avant-texte, texte, après-texte. Colloque international de textologie, 1978 : Mátrafüred, Ungarn. CNRS éd. / Akadémiai Kiadó, Paris / Budapest 1982, ISBN 2-222-02895-7.
- Louis Hay, Winfried Woesler (Hrsg.): Edition und Interpretation / Edition et interprétation des manuscrits littéraires. Akten des Deutsch-Französischen Editorenkolloquiums, Berlin 1979 (= Jahrbuch für internationale Germanistik / Reihe A / Kongressberichte. Band 4). Lang, Bern / Frankfurt am Main / Las Vegas 1979, ISBN 978-3-261-03198-3.
- Louis Hay (Hrsg.): La naissance du texte. José Corti, 1989, ISBN 2-7143-0324-2.
- Louis Hay (Hrsg.): Les manuscrits des écrivains. Hachette / CNRS éd., Paris 1993, ISBN 978-2-271-05056-4 (bnf.fr).
- Louis Hay (Hrsg.): De la lettre au livre. Sémiotique des manuscrits littéraires. CNRS éd., Paris 2001, ISBN 978-2-271-05906-2.
- Louis Hay: La littérature des écrivains. Questions de critique génétique. José Corti, Paris 2002. – Rez. v. Anke Bosse: Rez. v. Louis Hay: La littérature des écrivains. Questions de critique génétique. Paris: José Corti 2002, 431S., Abb. In: Editio. Band 19, 2005, S. 207–209, doi:10.1515/9783484604711.207.
- Aurèle Crasson, Louis Hay (Hrsg.): Genesis. Revue internationale de critique génétique. Verbal – Non verbal. Nr. 37. Institut des Textes et Manuscrits Modernes, ITEM, 2013, ISBN 978-2-84050-919-6, ISSN 1167-5101.
- Louis Hay: Traces. Entre mémoire et oubli. Entretiens avec Almuth Grésillon et Jean-Louis Lebrave. CNRS éd., Paris 2016, ISBN 978-2-271-09252-6.